# Конфіскація золота в населення США (1933)
Виконавчий указ 6102 (англ. Executive Order 6102) — указ, підписаний 5 квітня 1933 р. президентом США Франкліном Делано Рузвельтом і яким американським громадянам заборонялося накопичення золотих монет, золотих зливків і золотих сертифікатів. Указ часто називають «Золотою конфіскацією 1933» р. (англ. Gold Confiscation of 1933).

## Результати указу
Указ вимагав від громадян США до 1 травня 1933 р. продати Федеральній резервній системі США золоті монети та золоті зливки за встановленим державою курсом. У громадян могли залишитись колекційні монети. Порушення Указу каралось штрафом у $10,000 ($166,640 у цінах 2008 р.) і тюремним ув'язненням до 10 років.
Золото продавалось Федеральному резерву за ціною $20,67 за тройську унцію. Після завершення примусової скупки золота його ціна була підвищена до $35 за унцію.
Таким чином американський уряд девальвував долар на 41 %. Указом виділялись окремі категорії громадян, яким дозволялось володіти значними запасами золота, необхідними для здійснення професійної діяльності. Зокрема, художники, ювеліри, промисловці, дантисти. Фізичним особам дозволялось володіти сумами до $100 в золотих монетах ($1664 в цінах 2008 р.).
Об'єднана резолюція Конгресу США від 5 червня 1933 р. припинила дію Золотого стандарту в США, скасувавши законне право власників, торговців і кредиторів вимагати золото в обмін на урядові боргові зобов'язання.
Актом про Золотий резерв від 30 січня 1934 р. вимагав, щоб усе золото й золоті сертифікати, передані ФРС були покладені на рахунки Державного департаменту казначейства США.
18 лютого 1935 р. Верховний суд США 5 голосами проти 4 постановив — постановив у рішеннях США проти «Бенкерс траст компані», «Норман проти Залізничної компанії Балтімора і штату Огайо», «Перрі проти США», — що оскільки Об'єднана резолюція Конгресу анулює зобов'язання уряду США викупати свої боргові зобов'язання за золото, у тримачів зобов'язань нема підстав звертатись до суду оскільки їх втрати незначні.
Громадяни США значною мірою проігнорували цей Указ, було здано лише близько 23 % від золота, яке перебувало в населення.
Право громадян США на володіння золотом було відновлено тільки у 1974 році.